# Matéricos periféricos

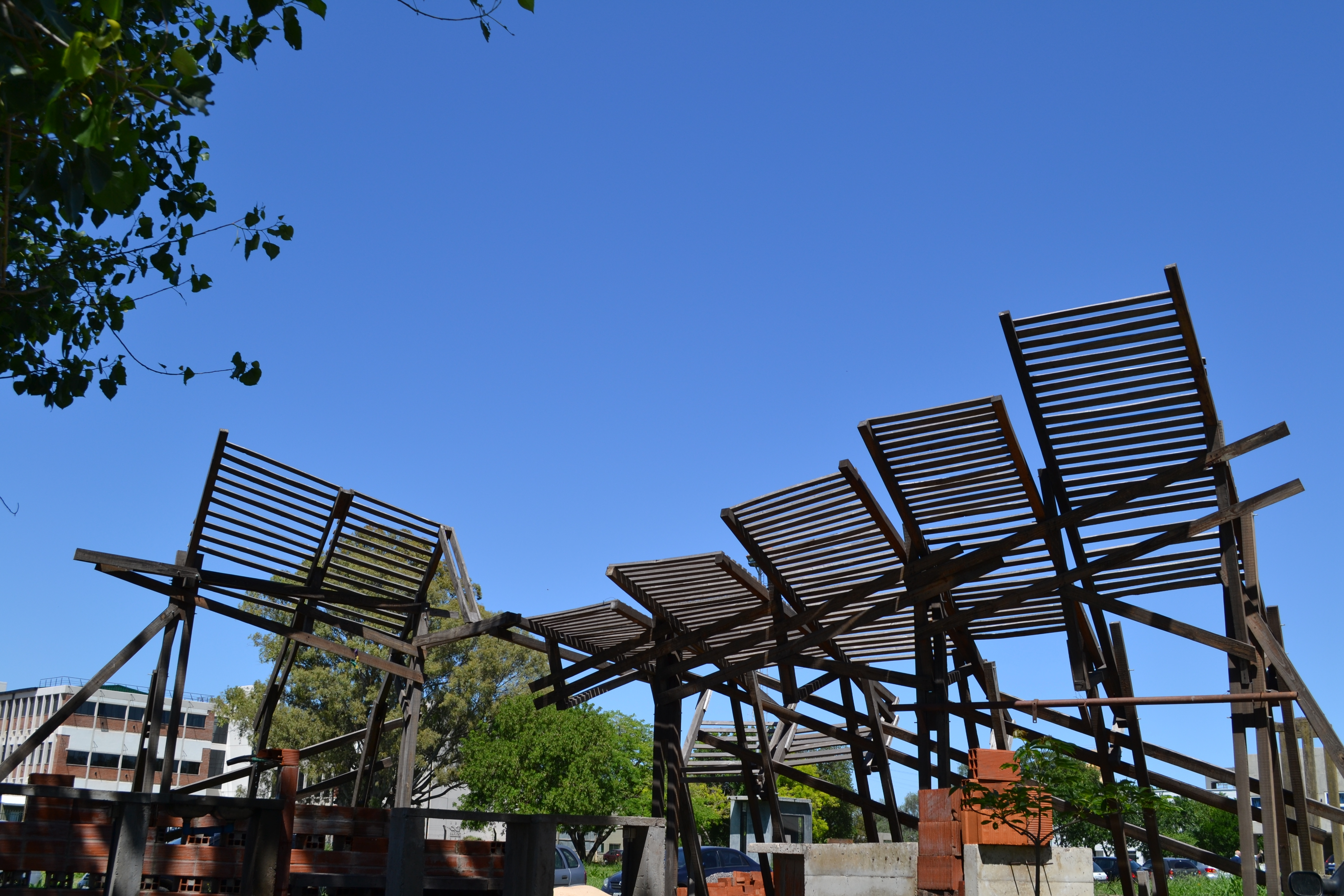
Club

matéricos periféricos (en minúscula y cursiva) es un colectivo dedicado a realizar arquitectura entendida como dispositivo de participación socio-comunitaria y activismo arquitectónico que funciona en la ciudad de Rosario (Argentina).

## Trayectoria
Fue fundado por Marcelo Barrale, Ana Valderrama y un grupo de docentes de la Facultad de Arquitectura, Planeamiento y Diseño de Rosario con el objetivo de que los estudiantes de la facultad trabajen en obras arquitectónicas con demandas concretas.
matéricos periféricos tiene una larga trayectoria de trabajo monitoreando la evolución del territorio del Área Metropolitana de Rosario. Su objetivo es promover las arquitecturas latinoamericanas emergentes, contribuir activamente a la práctica de la arquitectura al servicio de los sectores populares más afectados por las inequidades socioeconómicas y de los territorios amenazados por prácticas ecológicamente insustentables. 
En el 2014, el mismo grupo impulsó un programa denominado ARQUIBARRIO, declarado de Interés Municipal por el Concejo Municipal de Rosario,  destinado a ampliar la capacidad de vinculación socio-territorial de la universidad, articulando un banco de voluntarios junto a las convocatorias del estado para proyectos a tal fin, contando actualmente con 200 estudiantes voluntarios de la Facultad de Arquitectura Planeamiento y Diseño (FAPyD) trabajando en diferentes proyectos. 
Desde el 2004 matéricos periféricos ha construido alrededor 20 equipamientos comunitarios, huertas comunitarias y espacios públicos; se han realizado asesoramientos técnicos; y desarrollado una gran cantidad de proyectos interdisciplinarios de voluntariado universitario, extensión universitaria, vinculación socio-comunitaria y vinculación tecnológica. En estas diferentes experiencias de coproducción entre la comunidad educativa, profesionales y actores sociales del territorio se pone de manifiesto que la arquitectura no es sólo una herramienta técnica de calidad, sino una acción situada, un instrumento impulsor de la convivencia y cohesión social, una plataforma de empoderamiento de las comunidades y reconfiguración de las instituciones barriales. Asimismo, la capacidad de la autogestión de estas arquitecturas ha demostrado superar los tiempos y los efectos de la burocracia del urbanismo y las metodologías oficiales que frecuentemente no alcanzan a revertir los procesos de exclusión de los sectores populares. 

## Obras
- El Lugar de la Palabra: El Lugar de la Palabra se construye como parte de una serie de obras realizadas para apuntalar las actividades del centro cultural, destinado a la difusión del patrimonio cultural y natural del humedal. El lugar de la palabra es un anfiteatro de recibimiento para los visitantes en el sector, ubicado en el ingreso al Centro Cultural Isla Charigué, com osi fuera la puerta a la selva. Consiste en una gradería al aire libre, que entrelazada con la vegetación existente va ascendiendo hasta encontrar un punto máximo.  Institución: Centro Cultural Isla Charigué [6]  Ubicación: Isla del Charigué, Entre Ríos   Año: 2007
- Una Sombra en el Potrero :[7][8][9] SELECCION BIAU 2010-SELECCION BIA-AR 2014. Localizada en el corazón del asentamiento toba Los Pumitas de la ciudad de Rosario, contiguo a la cancha de fútbol del barrio. La sombra en el potrero provee un lugar de resguardo para el banco de suplentes del equipo de fútbol del barrio y, al mismo tiempo, promueve y protege la integridad del espacio público, dadas las disputas existentes por el dominio del territorio. La investigación estuvo centrada en el carácter provisorio y cambiante de la arquitectura generando estrategias de adaptación a la dinámica inevitable del territorio.  Institución: Centro Comunitario Qadhuoqté   Ubicación: Asentamiento “Los Pumitas”, Rosario   Año: 2008-2009
- Club Social Carlos Leo Galli y Taller de Oficios: 1erPREMIO ARQUISUR EXTENSION 2013. Lugar de encuentro y campo de ensayo y experimentación material de Matéricos Periféricos. El nombre se otorgó en homenaje al fundador del Taller Galli−cátedra de proyecto arquitectónico de la FAPyD−la cuna donde nació el movimiento cultural a mediados de los noventa. La obra comienza buscando un lugar donde plantarse como un mojón que permita crear un vacío donde los hombres puedan reunirse a su alrededor. Este lugar fue señalado por un frondoso álamo erguido en la extensión del vacío.  Institución: Facultad de Arquitectura Planeamiento y Diseño   Ubicación: Centro Universitario Rosario, Rosario   Año: 2008-2016
- Taller de Artes y Oficios Qadhouqte
- Mirador del Paraná: 1ER. PREMIO ARQUISUR EXTENSIÓN 2012 I SELECCIÓN BIAAR 2014.  El Mirador del Paraná se encuentra ubicado en el borde de la barranca de 20 metros de altura y fue pensado como materialización poética del límite entre la tierra y el agua, consolidando un espacio de integración, expresión e interpretación del paisaje. La posición del mirador desafía la materialidad del territorio− una barranca de barro− mientras for-talece su endeble situación de borde, de lugar límite entre la tierra y el río. La construcción busca además poner en valor e interpretar las prácticas culturales e identitarias de este histórico lugar.  Institución: Comunidad de Pescadores Remanso Valerio   Ubicación: Barrio Remanso Valerio. Granadero Baigorria  Año: 2010-2011
- Hospedería en el Charigué
- Espacio para el Encuentro en Barrio Saladillo
- Lugar de Integración
- Salón de Usos Múltiples para el Jardín Comedor Victoria Walsh
- Radio de los Pueblos Originarios
- Tribuna-vestuario en el Club Federal
- Plaza del Agua y Mercado de Pescadores en Bajada Colacho :[10][11]  Fue un trabajo de vinculación socio comunitaria con veinte familias que se dedican a la pesca y que habitan el lugar en forma precaria. Ubicada entre la cota alta y la cota baja de la barranca, en un terreno de propiedad del estado, la plaza y mercado se configuran a partir de una serie de vigas de hormigón zigzagueantes entre los árboles que enmarcan el paisaje y constituyen un lugar de encuentro a la sombra, al mismo tiempo que proveen de agua potable e infraestructura para la comercialización del pescado.  Institución: Comuna de Pueblo Esther   Ubicación: Bajada Colacho, Pueblo Esther   Año: 2014-2016
- Copa de Leche en B. Industrial :[12][13] 2DO. PREMIO ARQUISUR EXTENSIÓN 2015 I DISTINCIÓN BIA-AR 2016. La copa de leche del Barrio Industrial es un edificio impulsado por una agrupación de madres que se unieron para asistir no sólo con alimentos sino también para contener y ayudar en las tareas escolares a un grupo de 150 niños del Barrio Industrial y de asentamientos irregulares aledaños, así como realizar festividades de la comunidad. La obra, un edificio de 50m2, ubicado en un espacio contra público, fue realizada con materiales reciclados y donados, contando con la participación activa de la comunidad en la construcción.  Institución: Copa de Leche Las del Indu I Munic. de Gro. Baigorria   Ubicación: Barrio Industrial, Granadero Baigorria   Año: 2014
- Espacio Comunitario Itatí :[14] SELECCION BIA-AR 2016. El proyecto desarrolla exploraciones sociales inclusivas para la reflexión, gestión y producción de un “Espacio Comunitario” en el asentamiento “Comunidad María de Itatí”, donde desde hace unos años un grupo de alumnos, docentes y hermanas del Colegio Santísimo Rosario iniciaron un trabajo de aproximación y colaboración con las problemáticas de la Comunidad. La ejecución de la primera etapa del proyecto estableció una resolución parcial de las demandas edilicias y continúa en sucesivas etapas para su conclusión.  Institución: Colegio Santísimo Rosario   Ubicación: Asentamiento Itatí, Villa Gobernador Gálvez   Año: 2014-2016
- Mirador en Puerto Gaboto

- Equipamiento deportivo en Barrio Itatí

## Premios
Estas prácticas educativas en el campo de la producción social del hábitat han recibido numerosos premios y distinciones tanto en el campo de la educación como en el profesional obteniendo los siguientes premios: Tercer Premio Arquisur a la Extensión Universitaria 2010, Mención Honorífica Arquisur a la Extensión 2012, Preselección en la Bienal Iberoamericana de Arquitectura 2012, Primer Premio Arquisur a la Extensión 2013 y 2014, Selección Pecha Kucha BIAU 2014, Selección BIA-AR 2014 (Bienal Internacional de Arquitectura Argentina 2014), Premio Bienal Internacional de Arquitectura de Buenos Aires “Exploraciones Proyectuales” 2015, Segundo Premio Arquisur a la Extensión 2015, Distinción BIA-AR 2016 y Selección BIA-AR 2016.

## Revista
El colectivo publica su propia revista. Un proyecto editorial especializado en proyecto arquitectónico, paisaje y construcción, que cuenta ya con 11 números y una página web. 